# Eels with Strings: Live at Town Hall
Albums de Eels
Blinking Lights and Other Revelations
(2005) Hombre Lobo : 12 Songs of Desire
(2009)
Eels with Strings est un album live du groupe Eels, groupe de rock expérimental fondé en 1995 par le chanteur Mark Oliver Everett, à partir du concert ayant eu lieu au Town Hall de New York le 30 juin 2005. Cet album est sorti en 2006. Une version DVD existe également, avec plusieurs morceaux inédits.

## Titres
1. Blinking Lights (For Me) – 2:03
2. Bride of Theme from Blinking Lights – 1:36
3. Bus Stop Boxer (E and John Parish) – 3:24
4. Dirty Girl – 2:53
5. Trouble with Dreams – 3:21
6. The Only Thing I Care About (E and Parthenon Huxley) – 2:14
7. My Beloved Monster – 1:53
8. Pretty Ballerina (Michael Brown) – 2:35
9. It's a Motherfucker – 2:15
10. Flyswatter – 5:02
11. Novocaine for the Soul (E and Mark Goldenberg) – 3:06
12. Girl from the North Country (Bob Dylan) – 2:49
13. Railroad Man – 2:28
14. I Like Birds – 2:30
15. If You See Natalie – 3:30
16. Poor Side of Town (Lou Adler and Johnny Rivers) – 2:44
17. Spunky – 3:04
18. I'm Going to Stop Pretending that I Didn't Break Your Heart – 3:45
19. Suicide Life – 2:39
20. Losing Streak – 2:17
21. Hey Man (Now You're Really Living) – 2:17
22. Things the Grandchildren Should Know – 4:54